# رژیم غذایی دش

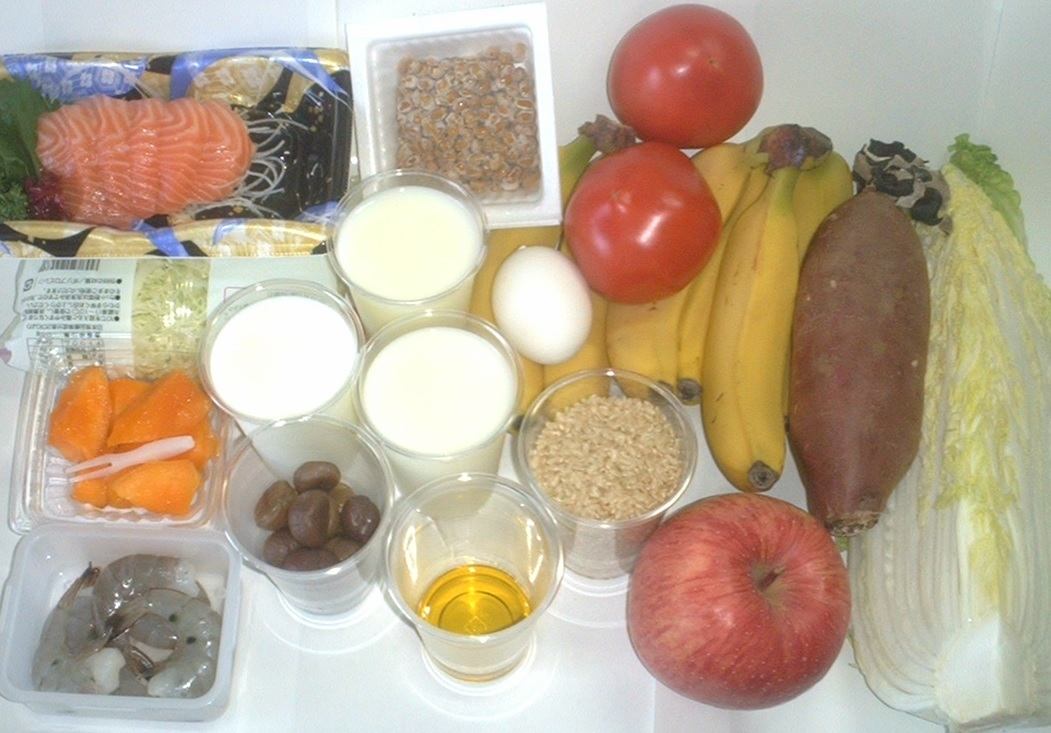
رژیم دش سرشار از میوه، سبزیجات، غلات کامل، شیر کم چرب، گوشت ماهی، آجیل، حبوبات و روغن‌های گیاهی ست.

رژیم غذایی دَش یا رژیم فشارخون‌کاه (به انگلیسی: DASH diet)، یک الگوی خوراکی است که از سوی مؤسسه ملی قلب، ریه و خون آمریکا، برای جلوگیری و مهار فشار خون بالا، گسترش داده می‌شود. برنامه خوراکی دَش سرشار از میوه، سبزیجات، غلات کامل، و خوراکی‌های شیری کم-چرب؛ دارای گوشت، ماهی، آجیل و حبوبات؛ و دارای میزان کمی از خوراکی‌ها و نوشیدنی‌های شیرین شده با شکر، گوشت قرمز، و چربی‌های افزودنی است. افزون بر اثراتش روی فشار خون، این برنامه خوراکی به‌عنوان رویکردی متوازن برای تغذیه همگان طراحی شده است.
کلمه دش مخفف عبارت «Dietary Approaches to Stop Hypertension» به معنای «رویکرد خوراکی برای توقف فشار خون بالا» است.

## اجزای رژیم
این رژیم سرشار از میوه‌ها، سبزیجات، غلات سبوس دار و غذاهای لبنی کم چرب، گوشت، ماهی، مرغ، آجیل و لوبیا است و غذاهایی مانند نوشیدنی‌های شیرین شده با شکر، گوشت قرمز چرب و چربی‌های اضافی در آن محدودیت دارند. این رژیم طوری طراحی شده است که برای افراد عادی نیز کاملاً متناسب و مفید است.
نتایج تحقیقات انجام شده در مورد این رژیم نشان می‌دهد که فشار خون سیستولیک را ۶ میلی‌متر جیوه و فشار خون دیاستولیک را ۳ میلی‌متر جیوه در بیماران با فشار خون طبیعی بالا کاهش می‌دهد. این تغییرات فشار خون بدون هیچ تغییری در وزن بدن رخ داده است. الگوی غذایی رژیم DASH براساس کالری دریافتی روزانه از ۱۶۰۰ تا ۳۱۰۰ کالری تنظیم می‌شود. به علاوه این رژیم به افراد چاق و دیابتی نیز توصیه می‌شود.
رژیم غذایی DASH اساساً بر پایه میوه‌ها، سبزیجات، لبنیات کم چرب یا فاقد چربی، غلات سبوس دار، ماهی، مرغ، حبوبات و آجیل است. این رژیم توصیه می‌کند، مصرف سدیم، شیرینی (در نوشیدنی‌ها و غذاها) و گوشت قرمز را به حداقل برسانید. درواقع این رژیم مصرف چربی اشباع و ترانس اشباع را محدود می‌کند، در حالی که مصرف پتاسیم، منیزیم، پروتئین، فیبر و مواد مغذی را افزایش می‌دهد که در نتیجه به کنترل فشار خون کمک خواهد کرد.

## نمونه رژیم دش برای مصرف ۲۰۰۰ کالری در روز
اگر شما جزء افرادی هستید که روزانه ۲۰۰۰ کالری نیاز دارید می‌توانید رژیم دش را بر اساس موارد زیر شروع کنید:
- ۶–۸ وعده غلات یا محصولات دانه ای (ترجیحا غلات سبوس دار)
- ۵–۴ وعده میوه
- ۵–۴ وعده سبزیجات
- ۲–۳ وعده غذای لبنی کم چرب
- ۲–۳ وعده چربی و روغن
- ۲ وعده گوشت، مرغ یا ماهی
- ۵–۴ وعده آجیل تنها در طول هفته و نه بصورت روزانه
- شیرینی و مواد غذایی با قندهای اضافه شده حداکثر ۵ بار در هفته و هر بار به مقدار کم

پیروی از این رژیم نیاز به برنامه ریزی قبلی و پخت و پز دارد. به علاوه افرادی که نسبت به لاکتوز لبنیات حساسیت دارند می‌توانند از محصولات جایگزین استفاده کنند. توجه داشته باشید که برخی از افراد ممکن است در ابتدا به دلیل محتوای فیبر زیاد در غذاهای گیاهی این رژیم مانند میوه‌ها، سبزیجات و غلات کامل، دچار گاز و نفخ شدید شوند. با محدود کردن مصرف غذاهای حاوی فیبر بالا به ۱ یا ۲ بار در هفته در ابتدا و افزایش آن‌ها به تدریج، می‌توان این عوارض را تا حدی کاهش داد. کم‌کم بدنتان به مصرف مواد غذایی جدید عادت کرده و دیگر دچار عوارض نمی‌شود.